# Ситницький Максим Васильович
Ситницький Максим Васильович (нар. 29 травня 1983, Мелітополь) — український економіст, доктор економічних наук, доцент, завідувач кафедри менеджменту інноваційної та інвестиційної діяльності Київського національного університету імені Тараса Шевченка.

## Освіта
- 2016—2019 — підготовка докторської дисертації на тему: «Стратегічне управління розвитком дослідницьких університетів України: теорія і практика». Захист на здобуття наукового ступеня доктора економічних наук за спеціальністю 08.00.03 — економіка та управління національним господарством відбувся 17 грудня 2019 року у Київському національному університеті імені Тараса Шевченка.
- 2010—2014 — друга вища освіта у Київському національному університеті імені Тараса Шевченка за спеціальністю «Правознавство». Диплом з відзнакою.
- 2005—2008 — аспірантура Київського національного університету імені Тараса Шевченка. Кандидатську дисертацію захистив 26 березня 2009 року на тему: «Управління стратегічною гнучкістю підприємств машинобудівної галузі України» за спеціальністю 08.00.04 — економіка та управління підприємствами (за видами економічної діяльності).
- 2003—2005 — магістратура Київського національного університету імені Тараса Шевченка, отримано диплом магістра економічних наук за спеціальністю «Менеджмент організацій».
- 2001—2003 — Інститут менеджменту та фінансів при Київському національному університеті імені Тараса Шевченка, отримано диплом бакалавра за спеціальністю «Менеджмент організацій».

## Трудова діяльність
- З 2020 — завідувач кафедри менеджменту інноваційної та інвестиційної діяльності економічного факультету Київського національного університету імені Тараса Шевченка.
- З 2019 — старший науковий співробітник економічного факультету Київського національного університету імені Тараса Шевченка (за сумісництвом).
- 2014—2020 — доцент кафедри менеджменту інноваційної та інвестиційної діяльності економічного факультету Київського національного університету імені Тараса Шевченка.
- 2008—2014 — асистент кафедри менеджменту інноваційної та інвестиційної діяльності економічного факультету Київського національного університету імені Тараса Шевченка.

## Громадська діяльність
- З 2020 — член вченої ради економічного факультету Київського національного університету імені Тараса Шевченка.
- З 2020 — член редакційної колегії наукового періодичного видання «Вісник Київського національного університету імені Тараса Шевченка. Економіка».
- З 2020 — член редакційної колегії наукового періодичного видання «Збірник наукових праць теоретичні та прикладні питання економіки».
- З 2020 — експерт комісії із «Зв'язків з громадськістю» у Всесвітній організації мотоциклетного спорту (Fédération Internationale de Motocyclisme)[2], м. Женева, Швейцарія.
- З 2019 — Член Української бібліотечної асоціації (УБА)
- З 2019 — заступник голови бібліотечної ради Наукової бібліотеки ім. М. Максимовича Київського національного університету імені Тараса Шевченка.
- З 2017 — є рецензентом трьох міжнародних фахових наукових журналів Європейського Союзу, що входять до міжнародних наукометричних баз даних SCOPUS та Web of Science.
- З 2016 — член правління Федерації мотоциклетного спорту України.
- З 2015 — експерт комісії з «Маркетингу, просування і промисловості» у Європейській федерації мотоспорту (FIM Europe), м. Рим, Італія.
- 2010—2017 — координатор профорієнтаційної діяльності економічного факультету Київського національного університету імені Тараса Шевченка.
- 2003—2006 — голова ради студентів та аспірантів економічного факультету Київського національного університету імені Тараса Шевченка.

## Стажування
- 2019—2023 — розроблено ідею та виграно грант від Британської Ради (програма «Creative Spark»: Higher Education Enterprise Program) для створення Національного центру розвитку креативного підприємництва" (NCCE)[3] у Київському національному університеті імені Тараса Шевченка. Автор та керівник проекту.
- 2019 — наукове стажування та підвищення кваліфікації, Оксфордський університет, м. Оксфорд та Нортумбрійский університет, м. Ньюкасл-апон-Тайн, Велика Британія.
- 2018—2019 — наукове стажування за стипендіальною програмою Вишеградського фонду, Варшавський університет, м. Варшава, Республіка Польща. Проект «Підвищення рівня інноваційного потенціалу дослідницьких університетів України та Польщі».
- 2018 — літня школа Студіуму Східної Європи Варшавського університету. Вивчення особливостей стратегічного управління політичною системою США.
- 2018 — зимова школа Студіуму Східної Європи Варшавського університету. Вивчення особливостей стратегічного управління політичною системою Польщі.
- 2017—2018 — наукове стажування та підвищення кваліфікації за стипендіальною програмою Уряду Республіки Польща для молодих науковців, Варшавський університет, факультет менеджменту, м. Варшава, Республіка Польща.
- 2017 — викладання та підвищення кваліфікації за програмою «Erasmus+», Університет Томаша Баті, м. Злін, Чехія.
- 2017 — викладання та підвищення кваліфікації за програмою «Erasmus+», Університет Лучіана Блага, м. Сібіу, Румунія.
- 2016—2017 — стажування в рамках реалізації проекту Британської Ради в Україні «Розвиток лідерського потенціалу університетів України» (проект «Софт Скілз портал для Лідерства»), Нортумбрійский університет, м. Ньюкасл-апон-Тайн, Велика Британія.
- 2012—2016 — стажування в рамках реалізації міжнародного проекту Європейського Союзу «TEMPUS Project 530534 — IMPRESS» як керівника напряму «Підвищення ефективності студентських служб», Нортумбрійский університет, м. Ньюкасл-апон-Тайн, Велика Британія.

## Відзнаки
- 2019 — Подяка Ректора Київського національного університету імені Тараса Шевченка за сумлінну працю та високий професіоналізм з нагоди 75-річчя економічного факультету.
- 2017 — подяка декана економічного факультету за високий рівень наукової етики та професіоналізм у роботі галузевої конкурсної комісії II туру Всеукраїнського конкурсу студентських наукових робіт зі спеціальності «Менеджмент» у 2016/2017 навчальному році.
- 2016 — подяка декана економічного факультету за високий рівень наукової етики та професіоналізм в організації та проведенні II туру Всеукраїнського конкурсу студентських наукових робіт зі спеціальності «Менеджмент» у 2015/2016 навчальному році.
- 2016 — кандидат у майстри спорту України з мотоциклетного спорту.
- 2015 — Подяка ректора Київського національного університету імені Тараса Шевченка за пропаганду і популяризацію наукових знань, ознайомлення учнів із сучасними напрямами розвитку науки, техніки і технологій, стимулювання пізнавальної активності учнів та їх професійної орієнтації.
- 2014 — Подяка ректора Київського національного університету імені Тараса Шевченка за багаторічну сумлінну працю.

## Викладає дисципліни
«Стратегічне управління», «Інноваційний менеджмент», «Principles of Strategic management», «Сучасні концепції лідерства», «Менеджмент», «Основи стратегічного менеджменту», «Прагматика та менеджмент етнокультурних проектів», «Організація та менеджмент фольклорного івенту», «Маркетинг у сфері культури».

## Наукові інтереси
Стратегічне управління конкурентоспроможністю суб'єктів господарювання та національної економіки України, управління інтелектуальною власністю, стратегічне управління розвитком дослідницьких університетів в умовах інформаційного суспільства.

## Основні наукові праці
Дисертації:
1. Ситницький М. В. Стратегічне управління розвитком дослідницьких університетів України: теорія і практика: дис. … д-ра екон. наук : 08.00.03 / Ситницький Максим Васильович ; Київ. нац. ун-т ім. Тараса Шевченка. Київ, 2019. — 577 с. — (На правах рукопису).
2. Ситницький М. В. Управління стратегічною гнучкістю підприємств машинобудівної галузі України: дис. … канд. екон. наук : 08.00.04 / Ситницький Максим Васильович ; Київ. нац. ун-т ім. Тараса Шевченка. Київ, 2009. — 170 с. — (На правах рукопису).

Монографії одноосібні:
1. Ситницький М. В. Стратегічне управління розвитком дослідницьких університетів: монографія / М. В. Ситницький. — Київ: Вид-во Ліра-К, 2018. — 302 с.

Монографії колективні:
1. Sitnicki M. Aktywizacja działalności innowacyjnej w uniwersytetach badawczych w warunkach wyzwań globalizacyjnych / M. Sitnicki // Rewolucja cyfrowa: wyzwania, problemy: perspektywy rozwoju. — Warszawa, 2019. — S. 55–62.
2. Zhylinska O. Development of Innovative Entrepreneurship in Research Universities of Poland and Ukraine in the Context of Global Challenges / O. Zhylinska, M. Sitnicki // Procesy zarządzania w globalizującej się gospodarce. — Warszawa, 2018. — P. 27–46.
3. Zhylinska O. Strategic Analysis and Evaluation of a Research University's Performance / O. Zhylinska, M. Sitnitskiy // Emerging Issues in the Global Economy. Springer Proceedings in Business and Economics. Springer, Cham, 2018. — P. 407—417. — DOI: https://doi.org/10.1007/978-3-319-71876-7_36

Навчально-методичні праці:
1. Креативне мислення: навч. посіб. / М. В. Ситницький, О. І. Жилінська, С. В. Руденко, І. М. Горбась, В. І. Вялкова ; за ред. М. В. Ситницького. — Київ: Нац. центр розвитку креативного підприємництва КНУ імені Тараса Шевченка ; Ліра-К, 2020. — 100 с.
2. М'які навички для підприємців: навч. посіб. / Г. О. Харламова, Т. В. Карамушка, В. П. Зубченко, А. В. Кунцевська ; за ред. М. В. Ситницького. — Київ: Нац. центр розвитку креативного підприємництва КНУ імені Тараса Шевченка ; Ліра-К, 2020. — 100 с.
3. Креативне лідерство: навч. посіб. / С. Ю. Пащенко, О. О. Сербін, С. П. Стоян, А. Ю. Трофімов, Д. В. Лукін ; за ред. М. В. Ситницького. — Київ: Нац. центр розвитку креативного підприємництва КНУ імені Тараса Шевченка ; Ліра-К, 2020. — 100 с.
4. Оцінювання: навч. посіб. / О. І. Черняк, О. В. Баженова, Є. О. Черняк ; за ред. М. В. Ситницького. — Київ: Нац. центр розвитку креативного підприємництва КНУ імені Тараса Шевченка ; Ліра-К, 2020. — 100 с.
5. Маркетинг у сфері культури: навч.-метод. комплекс для студентів спеціальності «Культурологія» / [упоряд.: С. Г. Фірсова, М. В. Ситницький]. Київ: ВПЦ «Київський університет», 2015. — 80 с.
6. Sitnicki M. Principles of strategic management: Course Compendium for students majoring in Psychology / M. Sitnicki. — Kyiv: Publishing printing center «Kyiv University», 2013. — 44 p.
7. Стратегічне управління: навч-метод. комплекс / М. В. Ситницький. — Київ: ВПЦ «Київський університет», 2012. — 120 с.
8. Міждисциплінарний словник з менеджменту: навч. посіб. / [Д. М. Черваньов, О. І. Жилінська, М. В. Ситницький та ін.] ; за ред. Д. М. Черваньова, О. І. Жилінської. — Київ: Нічлава, 2011. — 624 с.

Статті у наукових періодичних виданнях інших держав:
1. Ситницький М. В. Сучасні стратегії розвитку дослідницьких університетів України на шляху до світового визнання / М. В. Ситницький // Теоретичні та прикладні питання економіки. — Київ, 2020. — Вип. 1/2 (40/41). — С. 47–60. — DOI: https://doi.org/10.17721/tppe.2020.40.4.
2. Ситницький М. Ранжування роботодавців сфери IT та телекомунікацій за ознаками впізнаваності бренда / М. Ситницький, А. Кожухівська // Вісник Київського національного університету імені Тараса Шевченка. Економіка. — Київ, 2020. — № 6 (213). — С. 13–19.
3. Ситницький М. В. Розробка методичного підходу до візуалізації результатів GAP-аналізу стратегічного управління IT підприємств / М. В. Ситницький, К. В. Розбейко // Ефективна економіка. — Київ, 2020. — № 5. — DOI: https://doi.org/10.32702/2307-2105-2020.5.10.
4. Ситницький М. В. Міжнародний конкурентний потенціал дослідницьких університетів України / М. Ситницький // Бізнес Інформ. — Харків, 2020. — № 3. — — C. 170—181. — DOI: https://doi.org/10.32983/2222-4459-2020-3-170-181.
5. Sitnicki M. Regulatory Framework for the Institutional Development of Research Universities in Ukraine / М. Sitnicki // Бізнес Інформ. — Харків, — 2019. — № 4. — P. 189—198. — DOI: https://doi.org/10.32983/2222-4459-2019-4-189-198.
6. Ситницький М. В. Впровадження цифрової ідентифікації у діяльність дослідницьких університетів України / М. Ситницький // Формування ринкової економіки в Україні. — Львів, 2019. — Вип. 41. — С. 376—381.
7. Жилінська О. Глобальні тренди та комплементарні ефекти розвитку дослідницьких університетів світового класу / О. Жилінська, М. Ситницький, П. Кухта // Формування ринкової економіки в Україні. — Львів, 2019. — Вип. 42. — С. 50–60.
8. Sitnicki M. Exploration of The Role of Business Schools in The Development of World-Class Research Universities / М. Sitnicki // Технологический аудит и резервы производства. — Харків, 2018. — № 1 (5). — P. 36–45. — DOI: https://doi.org/10.15587/2312-8372.2018.124674.
9. Ситницький М. В. Перспективи міжнародної кооперації Варшавського університету та Київського національного університету імені Тараса Шевченка / М. В. Ситницький // Формування ринкової економіки в Україні. — Львів, 2018. — Вип. 40, ч. 2. — С. 151—158.
10. Ситницький М. В. Інструменти стратегічного управління розвитком дослідницьких університетів / М. В. Ситницький // Ефективна економіка. — Київ, 2018. — № 5.
11. Ситницький М. В. Модель стратегічного управління розвитком дослідницького університету / М. В. Ситницький // Бізнес Інформ. — Харків, 2018. — № 5. — С. 447—452.
12. Ситницький М. В. Місія та сфери прояву феномена дослідницького університету / М. В. Ситницький // Бізнес Інформ. — Харків, 2018. — № 4. — C. 96–101.
13. Ситницький М. В. Дослідницький університет як соціальний та економічний феномен / М. В. Ситницький // Бізнес Інформ. — Харків, 2018. — № 3. — C. 133—140.
14. Ситницький М. В. Університетські рейтинги як інструменти розвитку: досвід функціонування рейтингових систем Польщі / М. В. Ситницький // Бізнес Інформ. — Харків, 2018. — № 2. — C. 296—303.
15. Сербін О. О. Оцінювання стратегії розвитку наукової бібліотеки дослідницького університету в контексті практичної реалізації та окреслення подальших перспектив / О. О. Сербін, М. В. Ситницький // Бізнес Інформ. Харків, 2018. — № 1. — C. 117—127.
16. Сербін О. О. Перспективи розвитку наукових бібліотек дослідницьких університетів України в контексті імплементації європейського досвіду / О. О. Сербін, М. В. Ситницький // Проблеми економіки. — Харків, 2018. — № 1 (35). — С. 115—121.
17. Ситницький М. В. Бізнес-школи дослідницьких університетів Польщі / М. В. Ситницький // Бізнес-навігатор. — Херсон, 2018. — № 1–1 (44). — C. 84–88.
18. Ситницький М. В. Концептуальні засади стратегії розвитку Варшавського університету / М. В. Ситницький // Глобальні та національні проблеми економіки. — Миколаїв, 2018. — № 21. — С. 402—406.
19. Ситницький М. В. Стратегія розвитку освітніх послуг та навчальних програм у Варшавському університеті / М. В. Ситницький // Бізнес Інформ. — Харків, 2017. — № 12. — С. 54–59.
20. Ситницький М. В. Пріоритети розвитку Варшавського університету як міжнародної дослідницької і навчальної інституції / М. В. Ситницький // Вісник Одеського національного університету І. І. Мечникова. Економіка. — Одеса, 2017. — Т. 22, вип. 12 (65). — С. 148—152.
21. Ситницький М. В. Організація рекрутації в бізнес-школах університетів Італії / М. В. Ситницький // Бізнес Інформ. — Харків, 2017. — № 7. — C. 43–49.
22. Ситницький М. В. Стратегічні імперативи розвитку наукової бібліотеки дослідницького університету / М. В. Ситницький // Вісник Київського національного університету імені Тараса Шевченка. Економіка. –Київ, 2017. — № 5 (194). — С. 34–39. — DOI: https://doi.org/10.17721/1728-2667.2017/194-5/5.
23. Ситницький М. В. Франчайзинг у сфері культури. / М. В. Ситницький // Вісник Київського національного університету імені Тараса Шевченка. Економіка. — Київ, 2013. — № 4 (145). — С. 57–59. DOI: http://dx.doi.org/10.17721/1728-2667.2013/145-4/20.
24. Балан В. Role of Portfolio Analysis in Forming the Enterprise Competitive Strategies / В. Балан, М. Ситницький // Актуальні проблеми економіки. — Київ, 2012. — № 5. — С. 141—148.